# 朱遜熮
隰川懿安王朱遜熮（1429年—1474年），明朝代藩第一代隰川王，代簡王朱桂的庶第十子。

## 生平
正統七年（1442年），封隰川王。天順五年（1461年），朱遜熮與宣寧王朱遜炓離開大同府，遷往澤州。
成化十年（1474年），朱遜熮去世，享年四十六歲，諡號懿安。三年後的成化十三年（1477年），嫡長子朱仕𡑞襲爵。

## 家庭

### 妻
- 袁氏，西城兵馬副指揮袁誠女，正統九年（1444年）冊為隰川王妃[4]

### 子
- 嫡長子：隰川恭僖王朱仕𡑞[5]
- 第二子：朱仕坶[6]
- 第四子：鎮國將軍朱仕塕[7]
- 子：鎮國將軍朱仕塛[8]
- 子：鎮國將軍朱仕壙[9]
- 子：鎮國將軍朱仕堺[10]
  - 第一子：輔國將軍朱成鎜[11]，弘治三年（1490年）五月賜名[12]，弘治十二年（1499年）六月賜誥命冠服[13]
  - 第二子：朱成鏀，弘治七年（1494年）十二月賜名[14]
  - 嫡三子：輔國將軍朱成鈏，弘治十八年（1505年）二月賜名[15]
    - 子：奉國將軍朱聰⿰⿱龸水攵[16][17]
      - 第一子：鎮國中尉朱俊⿱藂木（1540年10月16日—1586年2月27日），號南川，配李氏[16]
        - 第一子：輔國中尉朱充鮮，配魏氏，封宜人[16]
          - 女二，幼[16]

        - 女：嫁趙楫[16]

  - 庶四子：朱成鉉，弘治十八年（1505年）二月賜名[15]
  - 嫡五子：朱成鏑，弘治十八年（1505年）二月賜名[15]
- 第七子：鎮國將軍朱仕墥[18]
- 第八子：鎮國將軍朱仕墲
- 第九子：鎮國將軍朱仕㙇[19]
- 第十子：朱仕㚂[20]
- 第十一子：鎮國將軍朱仕墤[21]
- 第十二子：鎮國將軍朱仕堊[22]
- 第十三子：鎮國將軍朱仕𡍫，成化四年（1468年）九月賜名[23]，弘治十八年（1505年）廢為庶人[24]，嘉靖三年（1524年）押往高墻拘禁[25]，嘉靖七年（1528年）已故[26]
  - 庶長子：輔國將軍朱成鋇，號養齋[27]，弘治四年（1491年）十二月賜名[28]，弘治十二年（1499年）六月賜誥命冠服[29]，嘉靖七年（1528年）微服前往鳳陽高墻參與其父喪禮，上疏自劾[26]。嘉靖九年（1530年）已著有《太文錄》，明世宗嘉其好學，敕諭褒獎[30]
    - 子：奉國將軍朱聰㵲[31]
      - 子：鎮國中尉朱俊椺[31]
        - 子：朱充𩼦，崇禎十年（1637年）丁丑科進士[31]

    - 女：始寧縣君，儀賓梁植，是梁詔與張氏的獨子[27]

  - 嫡次子：輔國將軍朱成鑠，字經元，號靜軒，弘治十七年（1504年）七月賜名[32]，著有《經元齋小稿》二十卷[33]，嘉靖二十七年（1548年）在世[34]
  - 庶三子：朱成鐎，弘治十七年（1504年）七月賜名[32]，嘉靖十三年（1534年）在世[35]
  - 子：朱成鍏，號怡齋，著有《怡齋詩集》二卷[36]，嘉靖三年（1524年）在世[25]
  - 第一女：績溪郡君，與父同罹患難，晚嫁早卒。其弟朱成鑠作有《懷姊詩》悼念[37]

### 女
- 第一女：新安縣主，儀賓張珍
- 第二女：太平縣主，儀賓袁彬[38]

### 孫
- 曾孫：奉國將軍朱聰灛（1505年12月9日—1573年8月26日），輔國將軍浮山公長子，鎮國將軍拙菴公孫[39]，其墓誌銘山東寧陽知縣舉人地山閻承光撰，庠生少泉馮時元書，庠生兌山司其講篆。元配鍾氏（1503年9月14日—1581年9月15日），封淑人，其墓誌銘地山閻承光撰，郡人唯軒吳自省書，郡人樂吾劉克義篆[40]。
  - 嫡長子：鎮國中尉朱俊葇，配閻氏，是閻承光兄典膳閻承恩的女兒，封恭人[39]
  - 嫡次子：鎮國中尉朱俊詸，早卒[39]
  - 嫡三子：鎮國中尉朱俊䐆，配王氏，封恭人[39]
  - 嫡四子：鎮國中尉朱俊緗，配鍾氏，是馬寺丞鍾鎏的女兒，封恭人[39]
  - 嫡五子：鎮國中尉朱俊𠝝，配任氏，是任良翰的女兒，封恭人[39]
  - 嫡女：金容鄉君，儀賓宋宗舜[39]
  - 孫：輔國中尉朱充䁩，配王氏[39][41]
  - 孫：輔國中尉朱充鯉，配衛氏[39]
  - 孫：輔國中尉朱充炡，配王氏[39]
  - 孫：輔國中尉朱充𨇾，配郜氏[39]
  - 孫：輔國中尉朱充⿰魚爵，配李氏，繼孟氏[39]
  - 孫：輔國中尉朱充𩶪，配宋氏[39]
  - 孫：輔國中尉朱充𥾀[39]，配劉氏[40]
  - 孫：輔國中尉朱充⿱⿰耳章灬[39][42]，配王氏[40]
  - 另有孫四人，尚幼未封[40]
  - 孫女：適李皋[40]
  - 孫女：適王之寵[40]
  - 孫女：適王思恭[40]
  - 孫女：適□繼□[40]
  - 另有孫女二人，尚幼[40]
  - 曾孫：朱廷䛭，配蔡氏[40]
  - 曾孫：朱廷䁄[43]，配史氏[40]
  - 另有曾孫四人，曾孫女四人，尚幼[40]